# Bembéréké
Bembéréké est une commune et une ville du nord du Bénin, préfecture du département du Borgou.

## Géographie
Située à l’extrême nord du département du Borgou, Bembéréké couvre une superficie de 3 348 km2, soit environ 12,94 % de la superficie du département et 2,92 % du territoire national. La commune est limitée au nord par la commune de Gogounou dans le département de l’Alibori, au sud par celle de N'Dali, à l’est par les communes de Kalalé et de Nikki, à l’ouest par celle de Sinendé.
Les cinq arrondissements de la commune sont Bembéréké, Bouanri, Béroubouay, Gamia et Ina.

### Végétation
La végétation bien diversifiée est composée de savanes boisées, arborées et arbustives avec des forêts claires[Quoi ?] par endroits. Les savanes arborées (petits arbustes peu développés)  et arbustives saxicoles occupent essentiellement les affleurements rocheux, les sols peu évolués, graveleux et peu profonds. Sous l'action de l’homme, la végétation s'est clairsemée, en particulier avec la disparition de nombreux ligneux, des ressources fauniques et même des espèces protégées.

Spécimens de légumineuses collectés à Bembéréké.
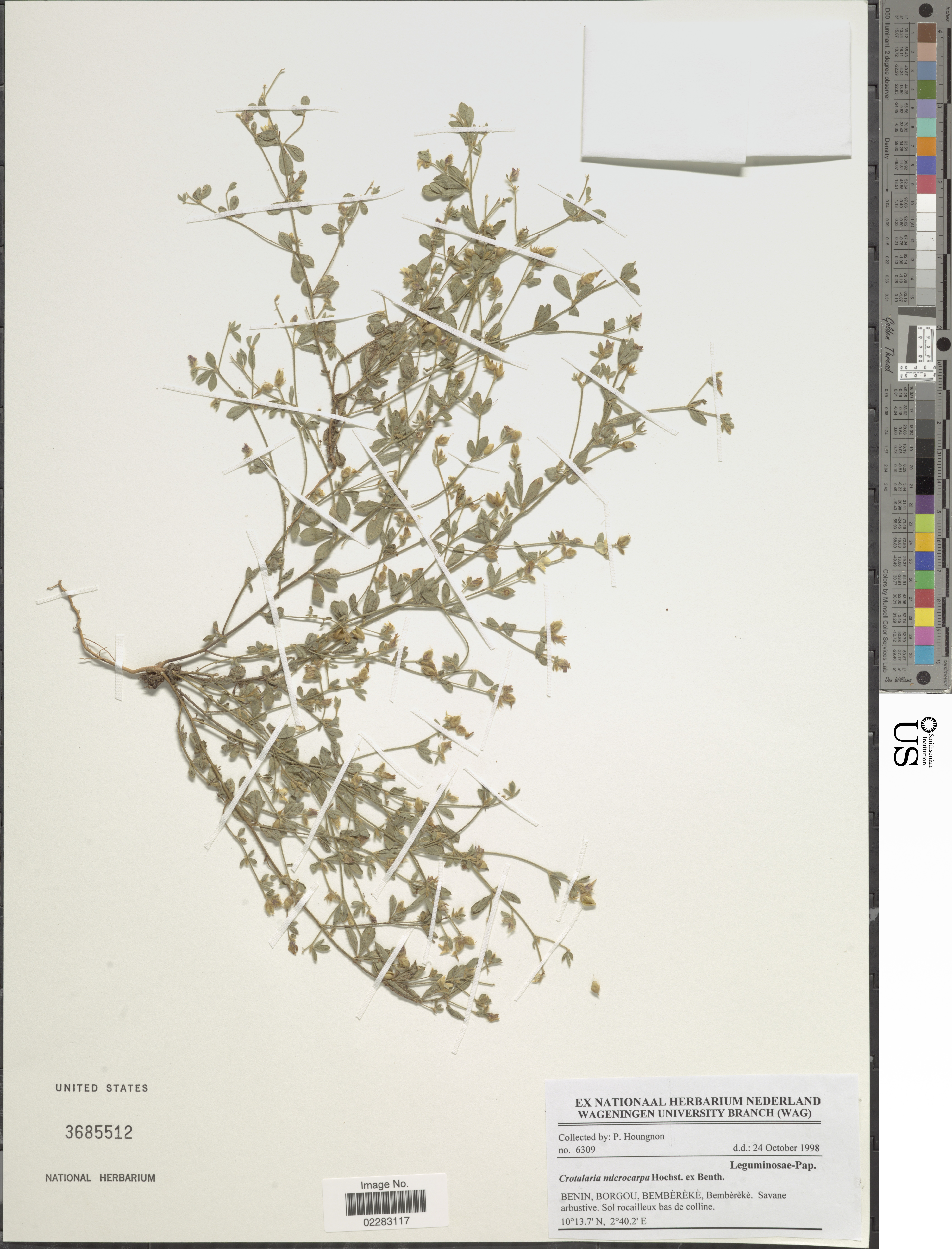
Crotalaria microcarpa.
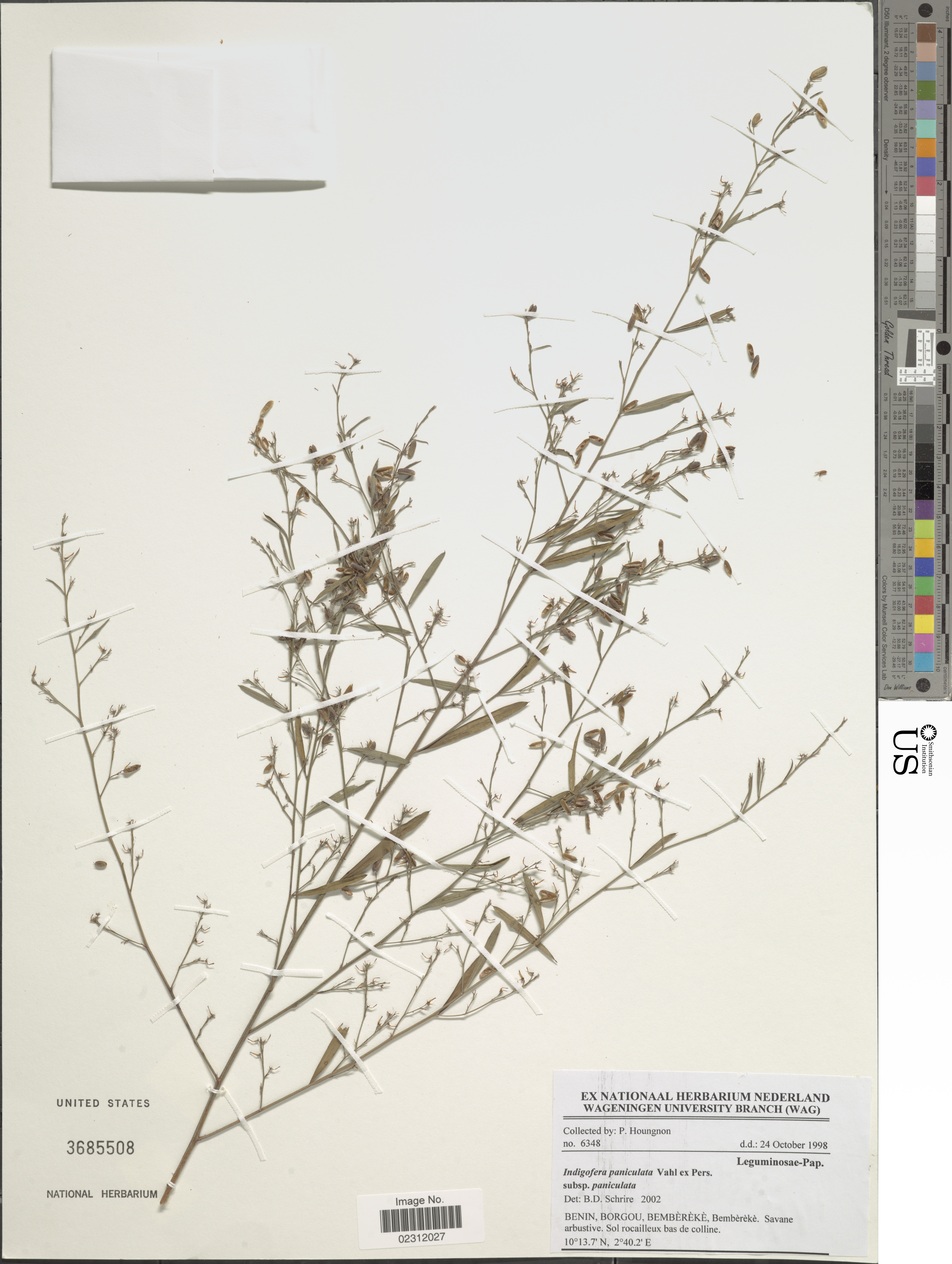
Indigofera paniculata.
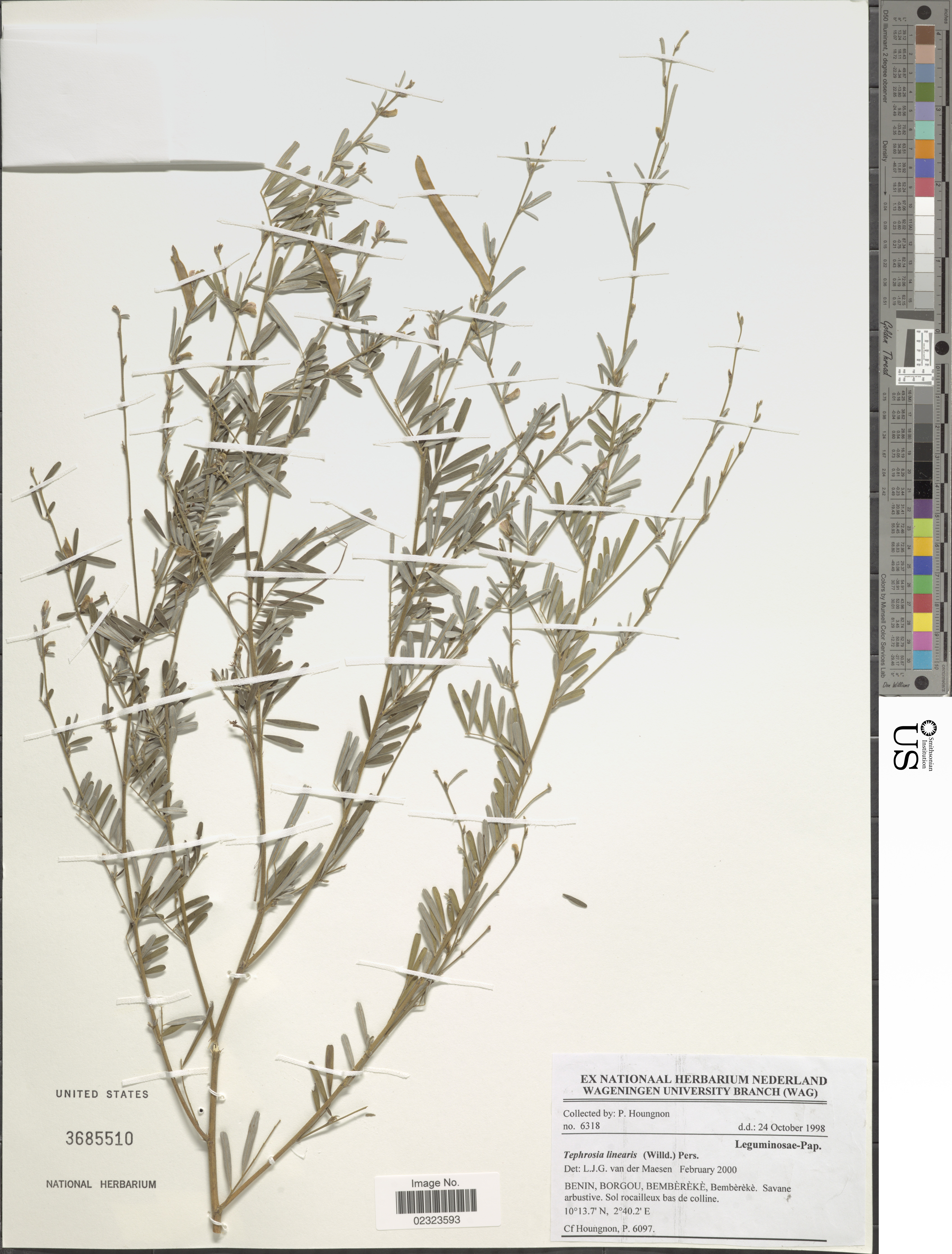
Tephrosia linearis.

Les champs et les jachères sont constitués de cultures vivrières et de subsistance telles que l’igname (Dioscorea spp), le sorgho (Sorghum bicolor), etc. Les espèces ligneuses rencontrées dans les champs et les jachères sont celles épargnées à cause de leur importance socio-économique. Il s’agit essentiellement du karité (Vitellaria paradoxa) et du néré (Parkia biglobosa). Les recrûs ligneux rencontrés très souvent dans les champs et les jachères sont : Daniellia oliveri, Parinari curatellifolia et Pteleopsis suberosa.

## Démographie
Lors du recensement de 2013 (RGPH-4), la commune comptait 131 255 habitants.

## Enseignement
À Bembéréké se trouve lé Prytanée militaire de Bembéréké.

## Économie

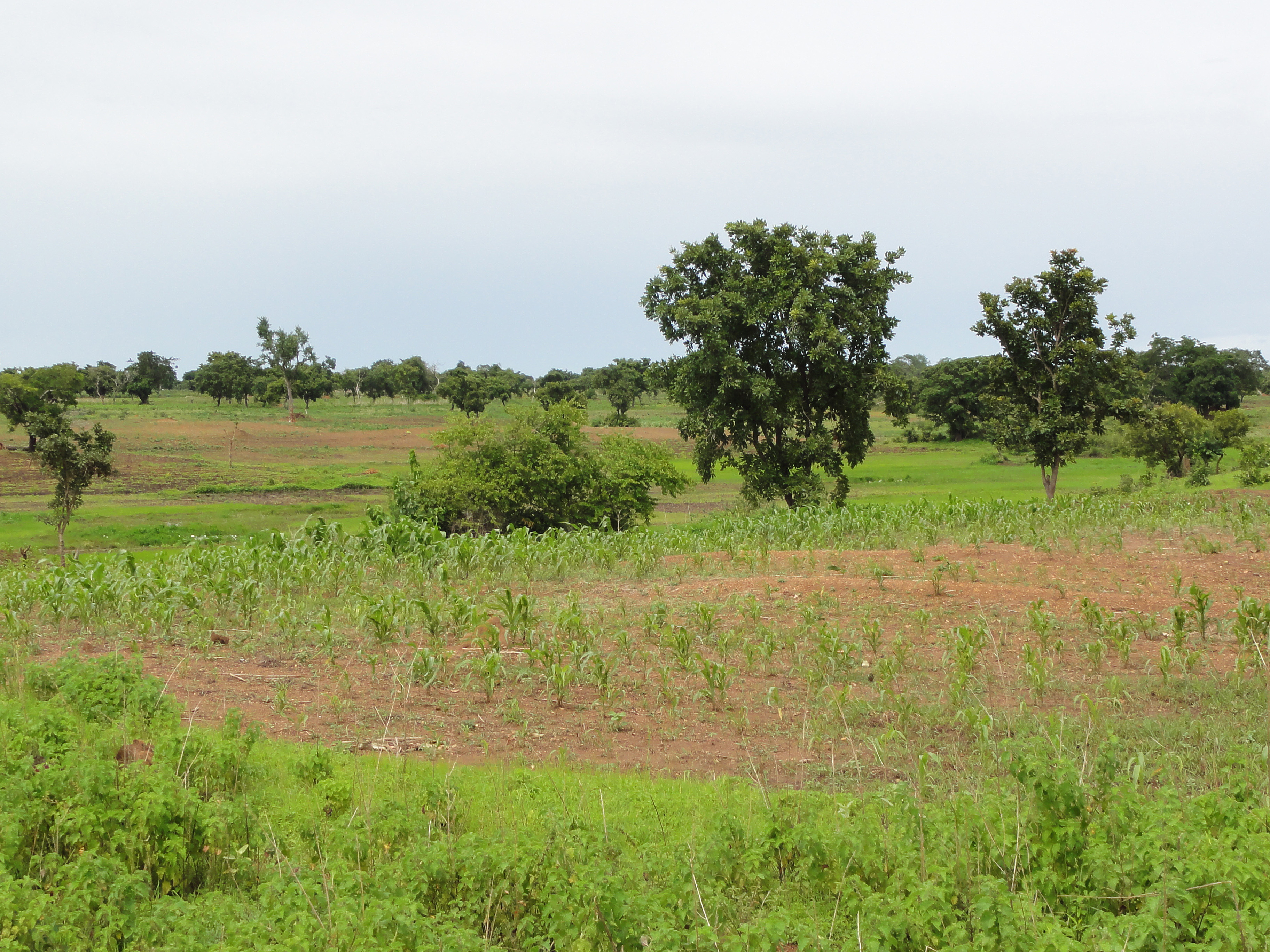
Riziculture à Bembéréké.

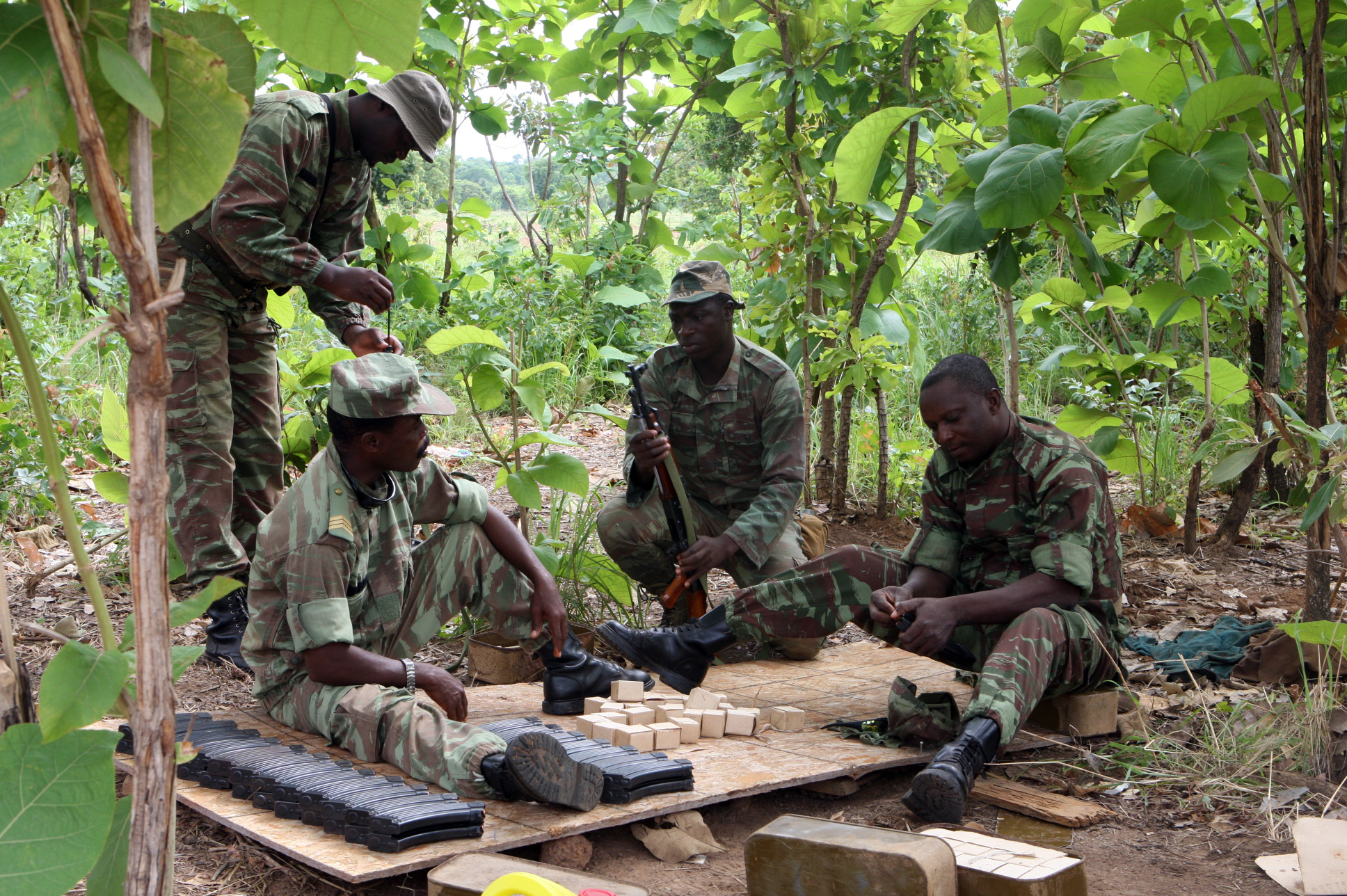
La 3e compagnie au cours d'un entraînement à Bembéréké

Bembereke accueille une caserne importante de l’armée béninoise, ainsi qu'une usine d'égrainage et de conditionnement de coton.

## Religion
L'église Notre-Dame-de-la-Paix est un sanctuaire de deux mille personnes, tenu par les Frères Franciscains de l'Immaculée.

## Infrastructures

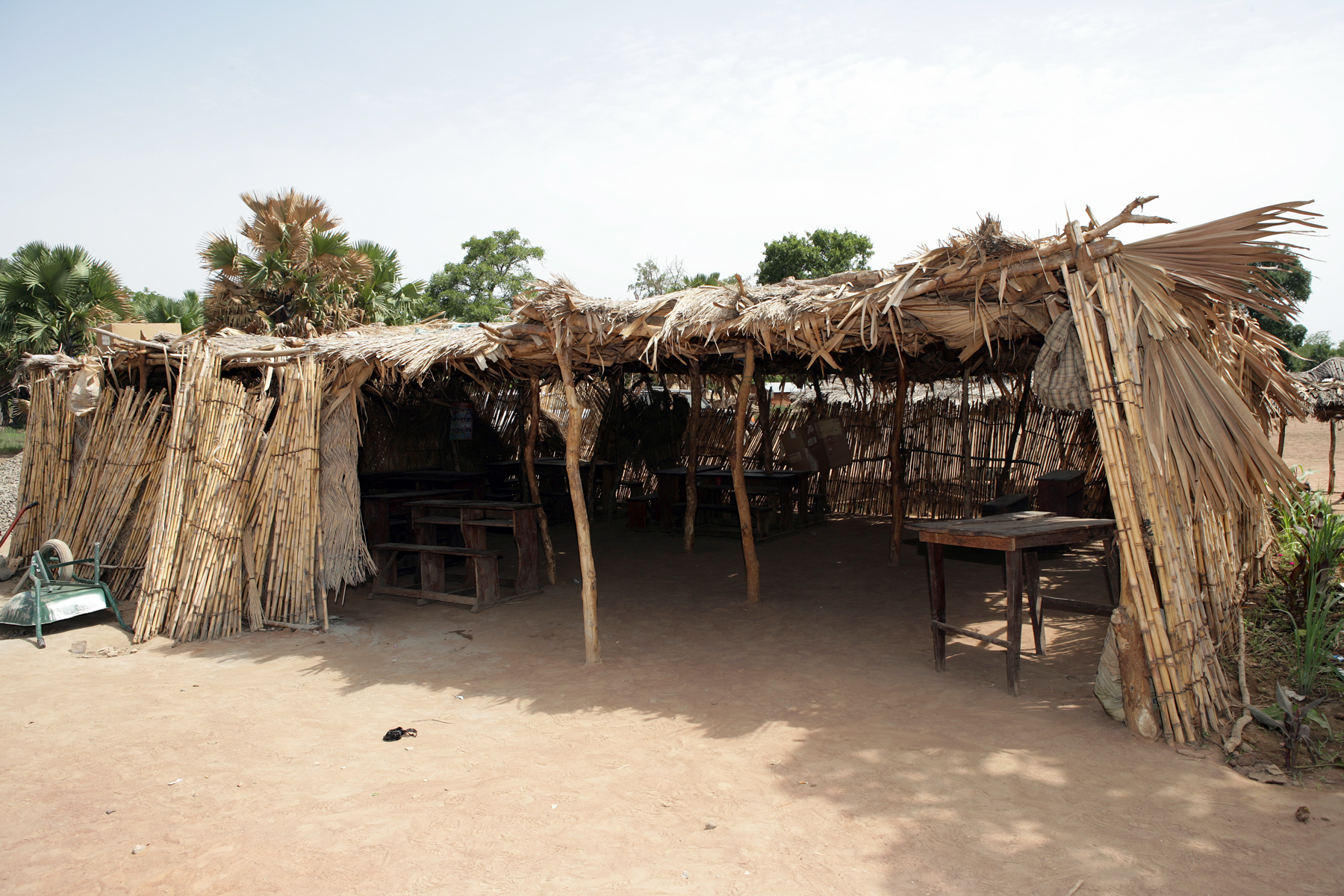
Ancienne école de Konarou (2009).
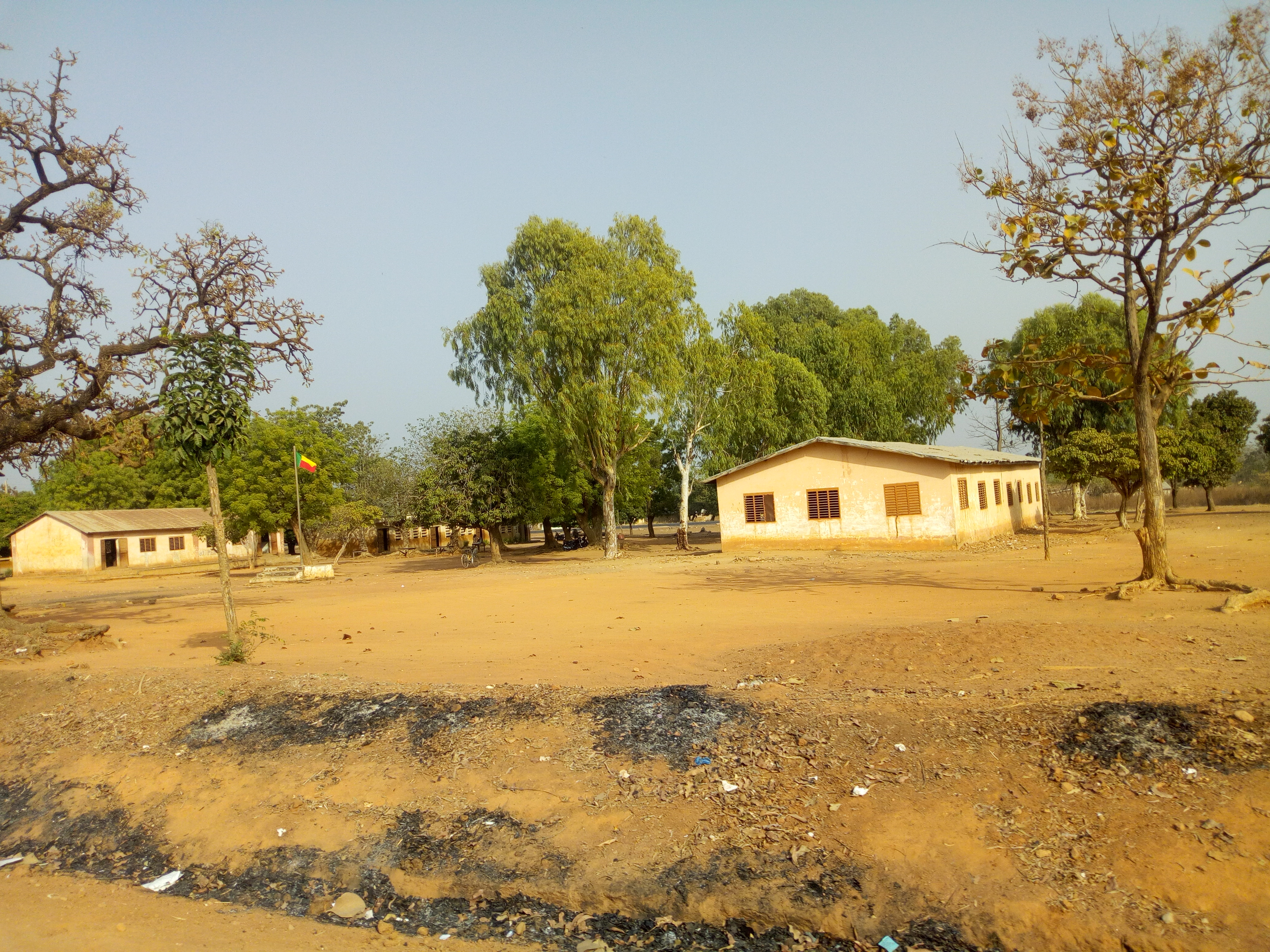
École primaire publique de Gando.
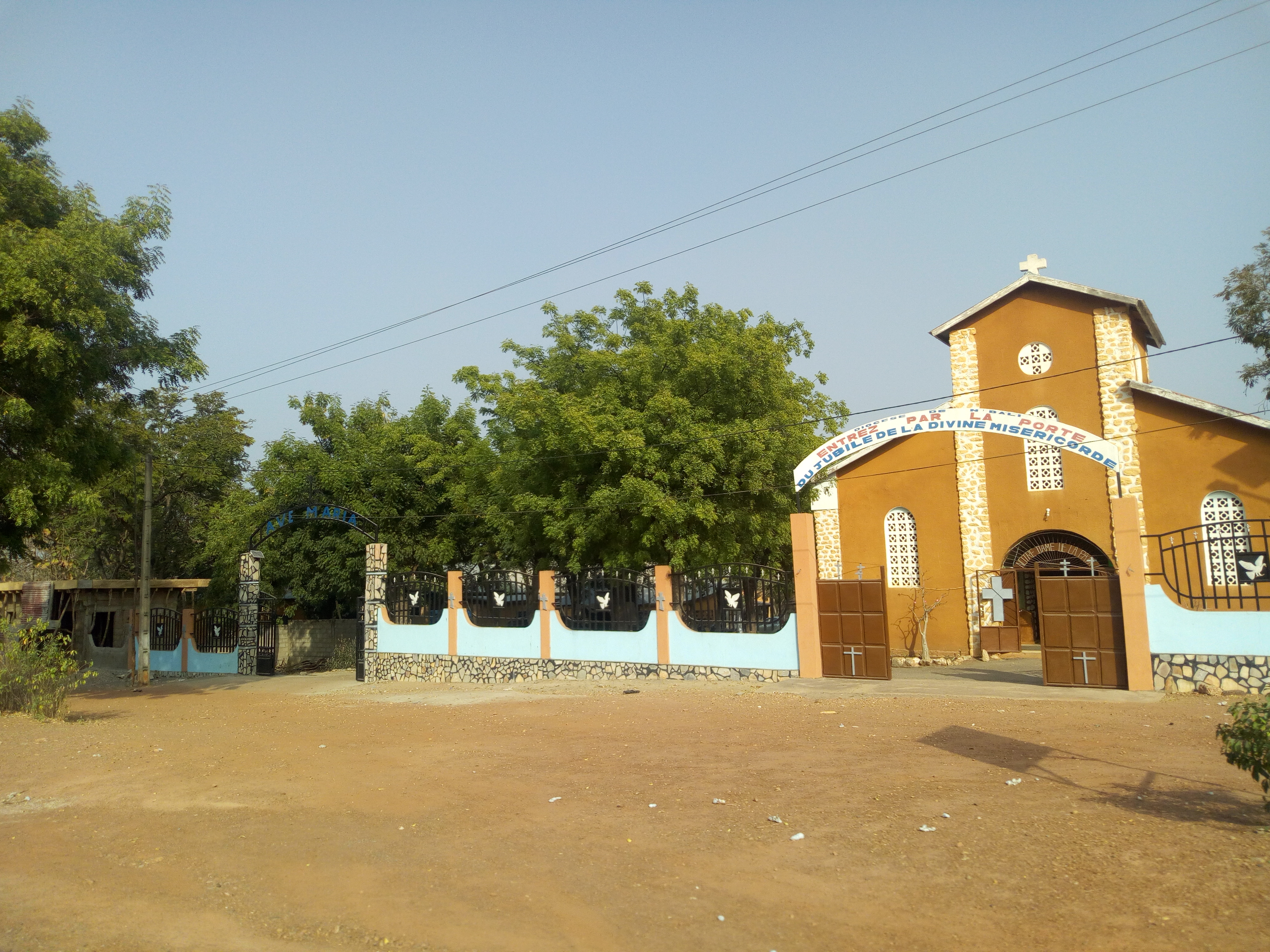
Foyer catholique.
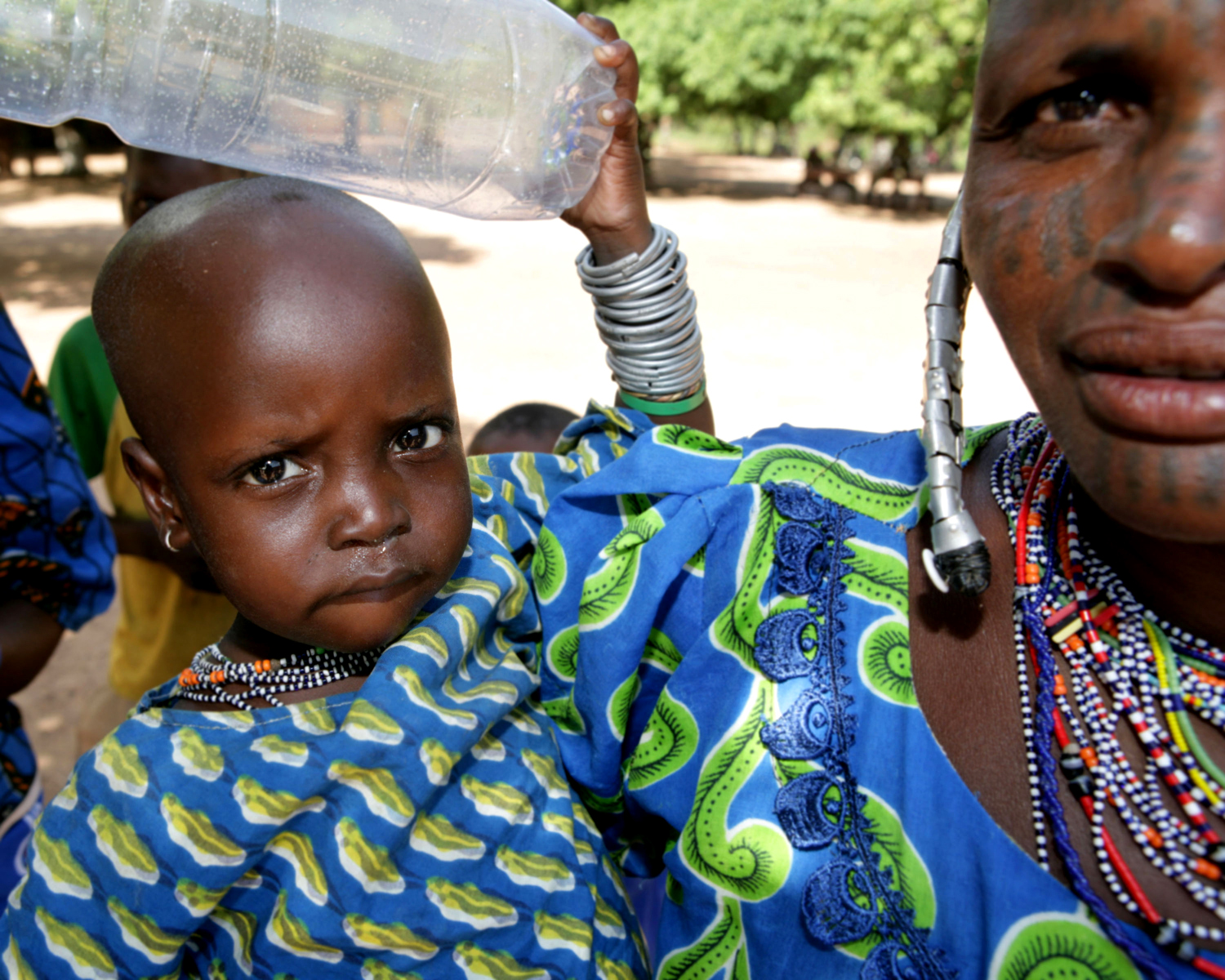
Mère et fils à Bembéréké
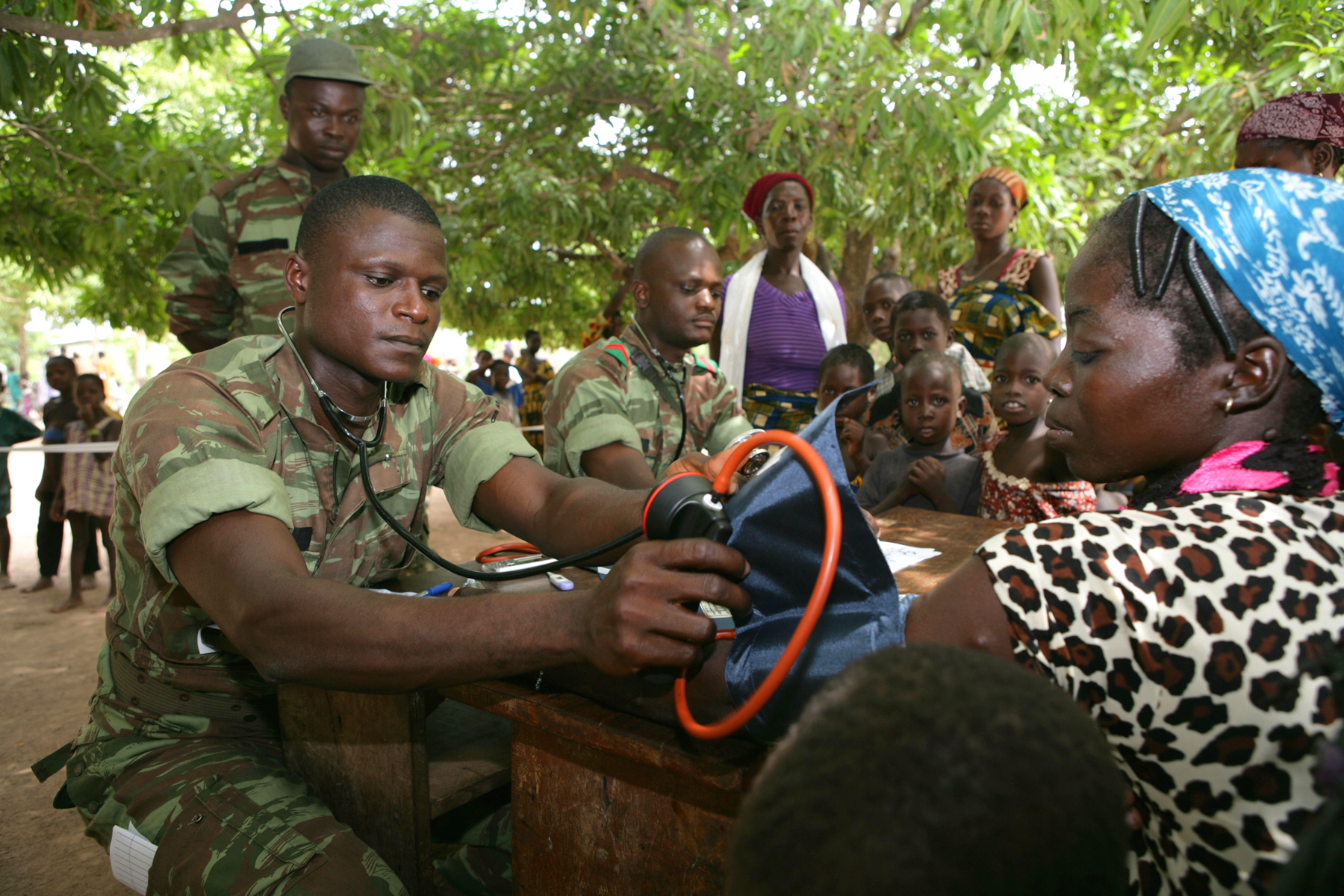
Soldat soignant une femme à Bembéréké

## Personnalités liées à la commune
- Issifou Kogui N'Douro